# Coudres

Coudres este o comună în departamentul Eure, Franța. În 1 ianuarie 2022 avea o populație de 541 de locuitori.